# Universitas Syiah Kuala
Universitas Syiah Kuala – indonezyjska uczelnia publiczna w mieście Banda Aceh. Została założona w 1961 roku.